# Gerhard Maurer

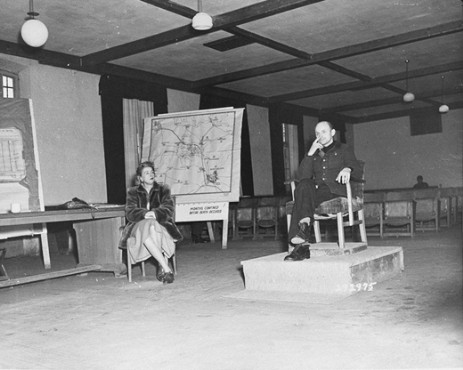
Gerhard Maurer bei seiner Aussage für die Verteidigung beim Nordhausen-Hauptprozess am 17. November 1947. Neben ihm die Dolmetscherin Emily Polyn-Cobb

Gerhard Maurer (* 9. Dezember 1907 in Halle (Saale); † 2. April 1953 in Krakau) war ein deutscher SS-Führer und stellvertretender Leiter der Amtsgruppe D im SS-Wirtschafts- und Verwaltungshauptamt (SS-WVHA).

## Biographie

### Lehre, Parteieintritt, SS-Verwalter
Nach dem Besuch der Schule nahm er die Lehre in einem Kaufmannsberuf auf, die er von 1923 bis 1926 in einer Fabrik für Lebensmittel absolvierte. Anschließend arbeitete er dort als Korrespondent, Buchhalter und Expedient.
Zum 1. Dezember 1930 trat er der NSDAP (Mitgliedsnummer 387.103) und dann im August 1931 der SS bei (SS-Nummer 12.129). In der SS stieg Maurer im April 1944 bis zum SS-Standartenführer der Waffen-SS auf.
Nach einer neunmonatigen Phase der Arbeitslosigkeit nahm er Mitte 1932 eine Beschäftigung bei der Handelsbank AG auf. Als Ende Januar 1933 das NS-Regime die Macht übernahm, trat er kurzzeitig als stellvertretender Verlagsleiter in den Verlag Die braune Front in Halle ein, der von den Nationalsozialisten geführt wurde.
Im September 1934 wechselte er in eine hauptamtliche Tätigkeit bei der SS in die Verwaltung SS-Oberabschnitt Mitte über. Dabei übernahm er die Verwaltung des SS-Übungslagers Dachau, von dessen Umstellung der Buchführung im Juni 1938 noch Akten im Bundesarchiv vorhanden sind.

### Karriere im WVHA
Oswald Pohl forderte ihn im August 1939 auf, in den Bereich vom Stab des Haushalts Verwaltung und Wirtschaft beim Stab Reichsführer SS Heinrich Himmler überzutreten, wobei Maurer zum SS-Sturmbannführer ernannt wurde. Sein Stellvertreter war der SS-Hauptsturmführer Karl Sommer.
Hier führte er eine enge Zusammenarbeit mit Pohl als Geschäftsführer des SS-Verlagswesens. Weiterhin leitete er die der SS gehörenden Deutsche Ausrüstungswerke, womit er seine spätere Haupttätigkeit der Ausbeutung der Arbeitskraft der Häftlinge in den Konzentrationslagern aufnahm.
Am 10. Oktober 1941 nahm er im Auftrage von Pohl an einer Besprechung über die Lösung von Judenfragen teil, die von Reinhard Heydrich geleitet wurde und bei der auch Adolf Eichmann anwesend war. Dabei ging es nach dem noch vorhandenen Text des Protokolls darum, einen Befehl Adolf Hitlers (wörtlich: der Führer wünscht...) auszuführen, dass bis Ende 1941 alle Juden, aber auch Roma und Sinti aus dem deutschen Raum zu deportieren seien.
Nachdem Anfang 1942 das SS-WVHA in Oranienburg mit Pohl als Chef gegründet worden war, ernannte Pohl Maurer im März 1942 zum Chef der WVHA-Amtsabteilung D II mit dem Aufgabengebiet Arbeitseinsatz der Häftlinge. Damit war eine Beförderung zum SS-Obersturmbannführer verbunden. Jetzt hatte Maurer die Aufgabe, den koordinierten Arbeitseinsatz der Zwangsarbeit aller Häftlinge der Konzentrationslager zu organisieren.

### Stellvertreter Glücks
Im November 1943 wurde er zum Stellvertreter von SS-Gruppenführer Richard Glücks ernannt, der seit dem 15. November 1939 der Inspekteur der Konzentrationslager war. Damit übernahm Maurer nach Himmler, Pohl und Glücks die wichtigste Position im Bereich der SS-Verwaltung der Konzentrationslager. Diese Tätigkeit übte Maurer bis zum Kriegsende mit einer kurzen Unterbrechung aus. Im ersten Quartal 1945 war Maurer Intendant von SS-Obergruppenführer Hans Kammler, dem Verantwortlichen für den Einsatz der V2-Rakete. Maurers Posten in der Amtsgruppe D des SS-WVHA übernahm für diesen Zeitraum der SS-Standartenführer Hans Moser.
Im April 1945 wurden die Akten der Abteilung D II nach Rostock ausgelagert und sind seitdem unauffindbar. Die Führungsgruppe des WVHA mit Maurer dabei, setzte sich, der sogenannten Rattenlinie Nord folgend, in den Raum Flensburg ab und erhielt dort gefälschte Ausweispapiere und Uniformen der Kriegsmarine. Mit den Entlassungspapieren der Marine konnte die Führungsgruppe sodann untertauchen. Maurer arbeitete im Anschluss bei einem Bauern auf der Schleswigschen Geest.

### Nach 1945
Im März 1947 wurde Maurer festgenommen und im Rahmen der Nürnberger Prozesse vernommen. Als Zeuge der Verteidigung sagte Maurer am 17. November 1947 im Nordhausen-Hauptprozess aus.
Danach wurde Maurer nach Polen ausgeliefert und 1951 in Warschau in einem Prozess zum Tode verurteilt. Am 2. April 1953 erfolgte seine Hinrichtung in Krakau. Insbesondere die Aussage von Mieczysław Pemper führte zu Maurers Verurteilung.
Im Mai 1968 wurde in das Strafgesetzbuch ein § 50 eingefügt, wodurch bereits weit fortgeschrittene Ermittlungsverfahren gegen 730 „Schreibtisch-Täter“ des Reichssicherheitshauptamtes (RSHA) wegen Verjährung eingestellt wurden. Im Rahmen der Bestrafung nationalsozialistischer Verbrechen hat daher kein deutsches Gericht einen Angehörigen der Amtsgruppe D im SS-WVHA für seine Taten belangt.